# Linda assamensis
Linda assamensis är en skalbaggsart som beskrevs av Stefan von Breuning 1954. Linda assamensis ingår i släktet Linda och familjen långhorningar. Inga underarter finns listade i Catalogue of Life.